# 斎藤秋男
斎藤 秋男（さいとう あきお、1917年6月18日 - 2000年3月19日）は、日本の中国思想学者、専修大学名誉教授。

## 経歴
1917年、東京で生まれた。東洋大学文学部中国哲学文学科で学び、1941年に卒業。1942年から敗戦まで兵役に就いた。
戦後は、194から1950年まで中国研究所に勤務。1950年、母校の東洋大学助教授となった。1953年、北海道大学助教授に就いた。1965年に専修大学助教授に転じ、後に教授昇格。1977年から1982年まで、社団法人・中国研究所代表理事、のち理事長を務めた。1988年に専修大学を定年退任し、名誉教授となった。
その他役職・委員
- 中国児童文学研究会顧問
- 日中芸術研究会顧問
- 日中友好協会参与

## 研究内容・業績
専門は中国思想史。同時代の知識人・教育者の陶行知のに関する著作が多い。また、新中国の児童文学の翻訳も手掛けた。日中芸術研究会など団体の役員もつとめ、戦後の日中友好の醸成に努めた。

## 著作
著書
- 『新中国の教育建設』新教育事業協会 1950
- 『陶行知 新中国教師の父』 刀江書院 1951
- 『新中国の人間教育』金子書房(教育文庫) 1952
- 『評伝陶行知 政治的抒情詩人の生涯』勁草書房 1968
- 『中国現代教育史 中国革命の教育構造』田畑書店 1973
- 『子どもと民族の発見 戦後日本と“解放後"中国と』明治図書出版 1976
- 『陶行知生活教育理論の形成』明治図書出版 1983
- 『比較子ども学 日本・中国そして私』教育史料出版会 1996
- 『"大正"文学少年懐古』斎藤淑子編 龍溪書舎 2002

共編著
- 『中国の近代教育』小野忍共著 河出書房(教育文庫) 1948
- 『教育共和国の先駆者たち 新中国人民教師の群像』青銅社 1951
- 『中国の子どもと教師』内山完造共編 明治図書出版 1953
- 『中国の国民生活』厚文社 1954
- 『世界の教育』大崎平八郎・渡辺輝一共編著 門脇書店(新書ミール) 1955
- 『集団主義と国民教育 中国教育の課題と実践』野原四郎共編 国土社 1957
- 『中国現代教育史』新島淳良共著 国土社 1962
- 『社会認識の教育 日本の社会科を考える』佐藤英一郎・小山毅共著 東洋館出版社 1969
- 『ハンドブック中国』岩村三千夫共編 読売新聞社 1972

訳書
- 『女人転身 生まれかわつた新中国の女性』孔厥（中国語版）著、東和社 1952
- 『中国名作選』金子書房(少年図書館選書) 1953
- 『書物を焼くの記 日本占領下の上海知識人』鄭振鐸著、安藤彦太郎共訳 岩波新書 1954
- 『ツバメの大旅行』(中国児童文学選) 牧書店(学校図書館文庫) 1955
- 『毛沢東教育論』新島淳良共編訳 青木文庫 1957
- 『民族解放の教育 陶行知』(世界教育学選集) 明治図書出版 1961
- 『同級生ものがたり』(中国児童文学選) 牧書店(少年少女教養文庫) 1964
- 『このつぎ船の出る港』厳文井・那須田稔共訳 講談社(少年少女新世界文学全集) 1965
- 『中国の集団主義 少年先鋒隊の組織と教育』小林文男共編訳 明治図書出版 1965
- 『毛沢東教育論 続』新島淳良・光岡玄共編訳 青木文庫 1966
- 『宝のひょうたん』張天翼 文研出版(文研児童図書館) 1970
- 『中国』人民教育出版社中小学通用教材歴史編写組編、野原四郎共編訳 ほるぷ出版(世界の教科書) 1981
- 『ぼくのちびっこガチョウ』金近（中国語版）著、ひくまの出版(ひくまの出版幼年絵本シリーズ・あおいうみ) 1985

## 参考
- 五十嵐康夫「斎藤秋男」『日本児童文学大事典』大日本図書 1993年.